# Zoborožec žlutobradý
Zoborožec žlutobradý (Rhabdotorrhinus waldeni) je druh kriticky ohroženého zoborožce z rodu Rhabdotorrhinus, který se vyskytuje pouze na filipínských ostrovech Panaj a Negros.

## Systematika a rozšíření
Zoborožce žlutobradého formálně popsal v roce 1877 anglický přírodovědec Richard Bowdler Sharpe jako Cranorrhinus waldeni. Druhové jméno waldeni odkazuje ke skotskému ornitologovi Arthur Hayovi, 9. markýzi z Tweeddale (jednu dobu známý jako Viscount Walden). Jedná se o monotypický taxon.
Druh se řadí do rodu Rhabdotorrhinus, avšak dříve se zařazoval do rodu Aceros i Rhyticeros. Nejbližším příbuzným zoborožce žlutobradého je zoborožec světlehlavý (Rhabdotorrhinus leucocephalus).

## Stanoviště
Stanoviště druhu tvoří původní nížinaté pralesy do 950 (Negors), resp. do 1200 m n. m. (Panaj). Může se vyskytovat i ve vytěžovaných oblastech nebo na vzrostlých, osamocených stromech pasek.

## Popis

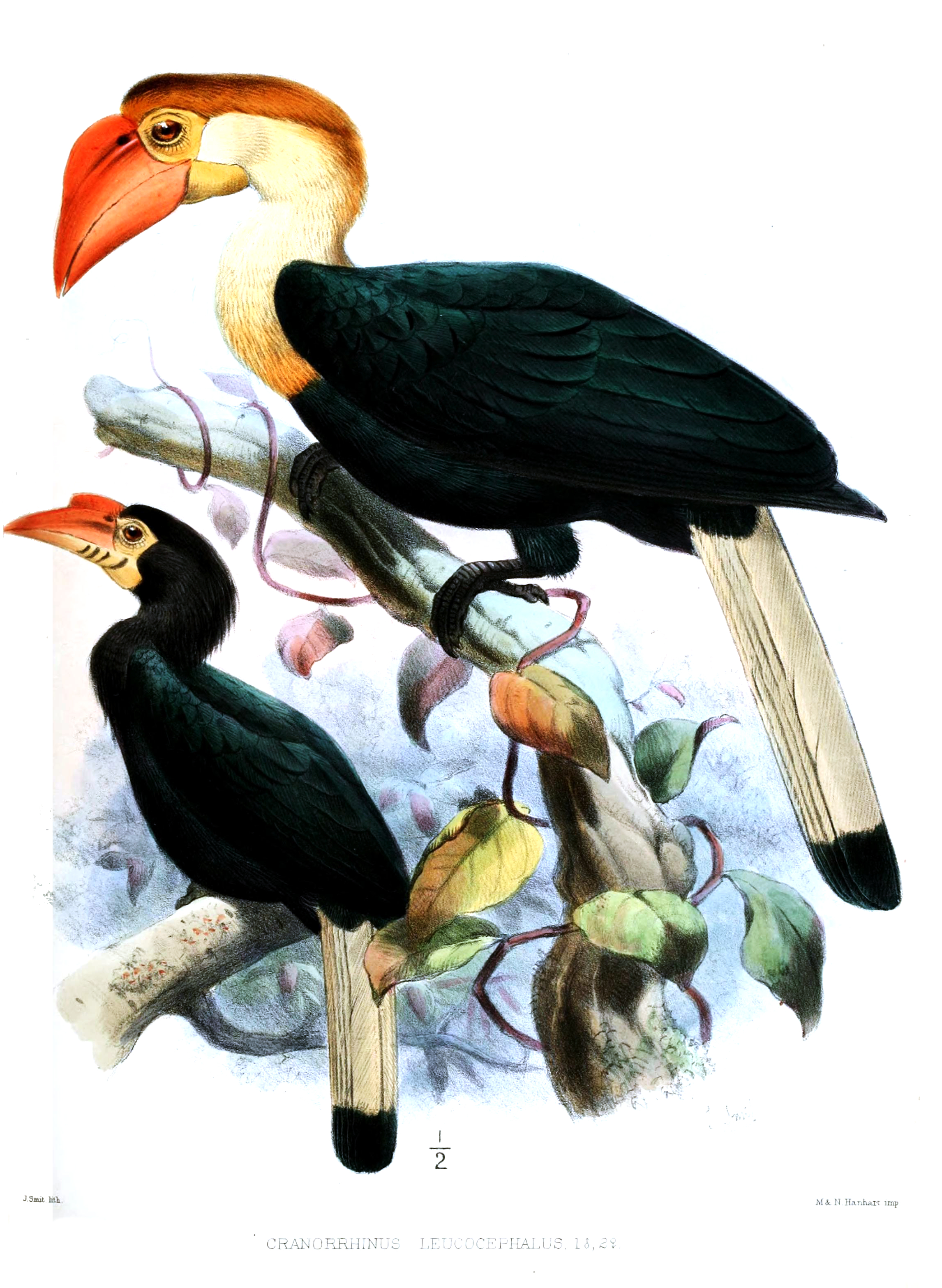
Ilustrace zoborožce žlutobradého (vlevo samice)

Tento statný zoborožec dorůstá do délky 60–75 cm. Samec je od horní části hrudi po korunku červenohnědý. Zbytek spodiny i svrchní strany křídel včetně hřbetu jsou černé. Ocas je černý se širokým příčným pruhem uprostřed, který se barví do žluta díky olejům vylučovaných z uropygiálních žláz. Duhovky jsou červené. Oblast kolem očí a hrdelních vaků pod zobákem je neopeřená a prosvítá tak žlutá kůže. Nohy jsou černé. Červený zobák samce je velmi velký, mírně zahnutý dolů s ostrou špičkou. Na první polovině horní čelisti je posazena vysoká vrásčitá přilbice. Báze spodní čelisti je rýhovaná. Samice je oproti samci menší, její hlava a krk jsou černé (tzn. ne červenohnědé jako u samce) a kůže kolem oka je černá, oči červenohnědé.

## Biologie
Jedná se o stálý druh, avšak může se pohybovat po pralese za potravou. Tu představuje ovoce jako jsou místní druhy fíků nebo plody morušovníkovitých. Hlasový projev zahrnuje sérii jednoslabičných měkkých štěkacích zvuků nebo hlasitá nazální wa-ha-ha připomínající volání jehněte. Volání zoborožce žlutobradého se individuálně liší, čili patrně nese informaci o individuální identitě jedince.

### Hnízdění
Hnízdní v dutinách starších statných stromů vysoko nad zemí. Vedle přirozených dutin může využívat i dutiny vydlabané datly. Samice snáší 2, občas vejce. Hnízdní cyklus zabírá 107–115 dní.

## Ohrožení, ochrana a početnost
Mezinárodní svaz ochrany přírody (IUCN) považuje zoborožce žlutobradého za kriticky ohrožený druh. Na vině je hlavně odlesňování nížinatých pralesů a lov, které způsobily extrémně rychlou fragmentaci populace i její pokles na minimum. Pro představu, k roku 2007 zůstalo na ostrově Negros pouze 3 % původních pralesů a na Panaj jen 6 % a pouze 10 % z tohoto rozsahu se nachází pod 1000 m n. m. Na filipínském ostrově Guimaras, kde také došlo k extrémnímu odlesnění, již zoborožec žlutobradý vyhynul. Lovci loví zoborožce na maso nebo na prodej na místních trzích. Zoborožci žlutobradí jsou zvláště citliví na lov, protože se údajně sdružují kolem zraněných jedinců, čili lovcům stačí zranit jednoho zoborožce a zbytek už je pro ně snadnou kořistí. Celková populace druhu se odhaduje pouze na 1500–4000 jedinců.
O redukci pytláctví se snaží místní program na ochranu zoborožců, který vyplácí místním lidem 20 USD měsíčně a dalších 11 USD za zachráněné hnízdo. To údajně zredukovalo míru pytláctví hnízd zoborožců z 50 % na méně než 5 %. V roce 2005 se poprvé podařilo zoborožce žlutobradé rozmnožit v zajetí. Stalo se tak na chráněném území Mari-it Wildlife and Conservation Park na Panaji. V roce 2019 se zoborožce podařilo rozmnožit i na ostrově Negros.